# إحسان حسيني
إحسان حسيني (بالفارسية: احسان حسینی) هو لاعب كرة قدم إيراني، ولد في 3 أكتوبر 1998 في طهران في إيران. لعب مع نادي برسبوليس.

## وصلات خارجية
- إحسان حسيني على موقع قاعدة بيانات كرة القدم.إي يو (الإنجليزية)
- إحسان حسيني على موقع Soccerway.com (الإنجليزية)